# 대교어린이TV 음악콩쿠르
대교어린이TV 음악콩쿠르는 2011년에 시작하여 2012년에 폐지된 동요 콩쿠르 경연 대회이다.
대교문화재단이 주최하고, 대교어린이TV가 주관, 서울특별시 교육청과 야마하가 후원하는 이 동요 음악 콩쿠르는, 음악으로 아름다운 동심의 세계를 펼치며 꿈과 순수한 동요 음악 콩쿠르로써 발전을 기여해왔다.
그리고 다음대회 일정은 현재 알 수 없으며, 현재 2011년 1회 대회를 마지막으로 현재는 대회가 중단된 상태다.

## 2011년 제1회 수상팀
- 대상 : 정수현(서울 백석초등학교 4학년) - 함 들어오는 날
- 최우수상 : 신하윤(배꼽유치원), 윤서연(서울 언북초등학교), 구윤찬(경기 분당 이매초등학교), 이진우(전남 목포 용해초등학교)[1]

## 같이 보기
- 대교어린이TV
- 대교어린이TV 코러스코리아